# Trichomycterus arleoi
Trichomycterus arleoi är en fiskart som först beskrevs av Fernández-yépez 1972.  Trichomycterus arleoi ingår i släktet Trichomycterus och familjen Trichomycteridae. Inga underarter finns listade i Catalogue of Life.